# Usabilità del web

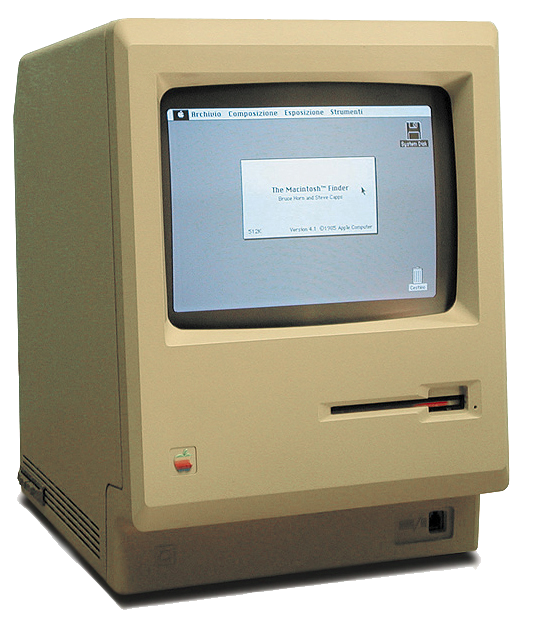
Macintosh Computer user-friendly

L'usabilità dei siti web o web usability è l'applicazione dei principi dell'usabilità in quegli ambiti in cui la navigazione del web può essere considerata come un paradigma generale (o "metafora") per costruire una interfaccia grafica (GUI).
L'usabilità del web è una proprietà esterna al prodotto-sito poiché riguarda l'interazione tra un utente, le sue caratteristiche e quel sito.
La norma ISO 9241-11:1998, poi aggiornata dalla ISO 9241-210:2010, definisce l'usabilità come:
- Efficacia come precisione e completezza con cui gli utenti raggiungono specifici obiettivi
- Efficienza come risorse impiegate in relazione alla precisione e completezza con cui gli utenti raggiungono specifici obiettivi
- Soddisfazione come libertà dal disagio e attitudine positiva con cui gli utenti raggiungono specifici obiettivi attraverso l'uso del prodotto.

In questo contesto si parla di usabilità in termini di interazione efficace e soddisfacente per l'utente sia in termini di efficienza sia in termini di benessere.
L'usabilità ha quindi come obiettivi quello di economizzare lo sforzo cognitivo dell'utente, proponendo prodotti che siano facili da comprendere, da imparare, da usare, da ricordare, che evitino o rendano recuperabili gli errori e che quindi gratifichino l'utilizzatore.

## Evoluzione del concetto di usabilità
Il concetto di usabilità del web è strettamente connesso a quello di usabilità generale che ha cominciato a diffondersi negli anni '60 quando si inizia a parlare di ergonomia cognitiva, la scienza che studia le interazioni dell'uomo con l'ambiente in relazione ai suoi vincoli fisici e cognitivi. 
Per tutti gli anni '70, poiché il computer non costituiva un prodotto di massa, l'usabilità non costituiva un problema: chi progettava un sistema sapeva anche usarlo. Il concetto si viene a sviluppare a partire dalla seconda metà degli anni '80, con l'espansione delle tecnologie informatiche a livello degli ambienti lavorativi e delle famiglie e si configura con maggior precisione negli anni '90 con la diffusione del personal computer.
In questo nuovo contesto il concetto di usabilità  viene ad inserirsi nell'ambiente Information Communication Technology (ICT), come disciplina che coniuga psicologia, intelligenza artificiale, informatica e design. In questo periodo nasce anche la Human Computer Interaction (HCI), la scienza che studia l'interazione tra uomo e computer, in cui l'usabilità riguarda la componente psicologica del software.
In questi anni Apple Macintosh realizza il primo computer completamente usabile (user-friendly) da masse di inesperti, con un sistema operativo visuale basato sulla metafora della scrivania, seguito poco dopo da Microsoft che attuerà una politica di vendita più aggressiva, raggiungendo un numero molto alto di utenti.
L'avvento di Internet, a partire dalla metà degli anni '90 ha ulteriormente ampliato il concetto di usabilità che si sposta dalle caratteristiche del software a quelle dell'interazione. L'usabilità dei siti web viene a configurarsi come elemento determinante perché è condizione preliminare al loro effettivo utilizzo da parte dell'utente e, in termini di produttività, al realizzarsi stesso del guadagno.

## Web Usability e progettazione
La web usability è un approccio della progettazione per rendere i siti web facili da usare per l'utente finale, senza richiedere all'utente di sottostare a una formazione specifica. È un processo che cerca di rendere l'ambiente web attraente e amichevole per l'utente che deve navigare con fluidità recuperando facilmente i contenuti. L'utente deve essere in grado di mettere in relazione in modo intuitivo le azioni che ha bisogno di compiere nella pagina web con altre interazioni che svolge fisicamente nella vita quotidiana, come ad esempio premere un pulsante per ottenere un'azione. 
La web usability si pone come obiettivi:
1. Presentare l'informazione all'utente in modo chiaro e conciso, evitando termini tecnici o specialistici
2. Semplificare la struttura del compito
3. Offrire all'utente le scelte corrette, in una maniera che risulti ovvia
4. Organizzare ogni pagina in modo che l'utente riconosca la posizione e le azioni da compiere
5. Eliminare ogni ambiguità relativa alle conseguenze di un'azione (es. fare clic su cancella/rimuovi/compra)
6. Mettere la cosa più importante nella posizione giusta della pagina web o dell'applicazione web
7. Fare in modo che l'utente abbia un rapido feedback (informazione di ritorno) ad ogni azione compiuta
8. Rendere la grafica accattivante ed interessante dal punto di vista visivo attraverso l'uso di diagrammi, tabelle, sezioni informative
9. Ridurre gli sforzi cognitivi dell'utente.

L'obiettivo finale della web usability è quello di rendere invisibile la tecnologia sottostante, trasparente per l'utente che deve concentrare la propria attenzione e lo sforzo cognitivo principalmente sul compito, senza disperderli sull'utilizzo del mezzo.
Per ottenere siti web usabili è necessario conoscere e coinvolgere gli utenti durante la fase della progettazione. La web usability va perciò considerata e valutata in ogni momento della progettazione: nelle fasi iniziali, in itinere e prima della pubblicazione; in ogni fase con strumenti diversi (riferimenti ai principi, interviste, confronti, simulazione d'uso, questionari e test su campione di utenti target) e con il coinvolgimento continuo dell'utente.

## Metodologia
Grazie ai risultati derivanti dalla ricerca nel campo dell'usabilità è possibile sviluppare metodologie per migliorare l'usabilità del web stessa.

## Indicazioni per l'usabilità
La web usability deve tener conto:
- del compito che l'utente deve svolgere (la navigazione delle pagine di un sito)
- dell'utente che lo svolge (target cui si rivolge il sito)
- dell'ambiente d'uso (interfaccia, hardware, browser, velocità di connessione)

A questo proposito, la progettazione di siti web tiene conto degli apporti, in termini di esperienza, del lavoro di Jakob Nielsen, Bruce Tognazzini e Steve Krug che, con i loro lavori, hanno dettato euristiche e principi per la web usability.
Dall'analisi della letteratura relativa all'argomento sono stati individuati sei requisiti che, nella loro interazione, permettono di realizzare un sito usabile:
- navigabilità
- tempi di attesa
- completezza dei contenuti
- comprensibilità delle informazioni
- efficacia comunicativa
- attrattiva grafica

## Web usabilità e web accessibilità
La web usability, e cioè la possibilità di utilizzare con facilità il contenuto del web da parte dell'utente, ne condiziona in modo diretto l'accessibilità. L'inventore del web e direttore del W3C Word Wide Web Consortium, Tim Berners-Lee, nella home page del sito della WAI, dichiara che
«The power of the Web is in its universality. Access by everyone regardless of disability is an essential aspect» (tr. it. «La forza del Web sta nella sua universalità. L'accesso da parte di chiunque, indipendentemente dalle disabilità, ne è un aspetto essenziale»).
Mentre nel Glossario delle Web Content Accessibility Guidelines 1.0, il termine accessibilità viene definito come «Content is accessible when it may be used by someone with a disability».  (tr. it. «Il contenuto è accessibile quando può essere usato da qualcuno con disabilità»).

## e-Commerce
Nel contesto dei siti di eCommerce (commercio elettronico), il significato di usabilità del web è limitato all'efficienza: effettuare vendite e/o eseguire altre operazioni importanti nel campo affaristico.
La web usability ha ricevuto una rinnovata attenzione quando molti dei primi siti di eCommerce hanno iniziato a fallire nel 2000. Mentre durante l'espansione di internet negli anni novanta furono considerati indispensabili complicati design grafici per un'applicazione di e-business di successo, i protagonisti della web-usability dicevano praticamente che era vero il contrario. Essi sostenevano il "KISS principle" (Keep It Simple, Stupid, ossia "falla semplice, stupido"), che aveva dato prova di avere effetto nell'attirare l'attenzione dell'utente.

## Esempi

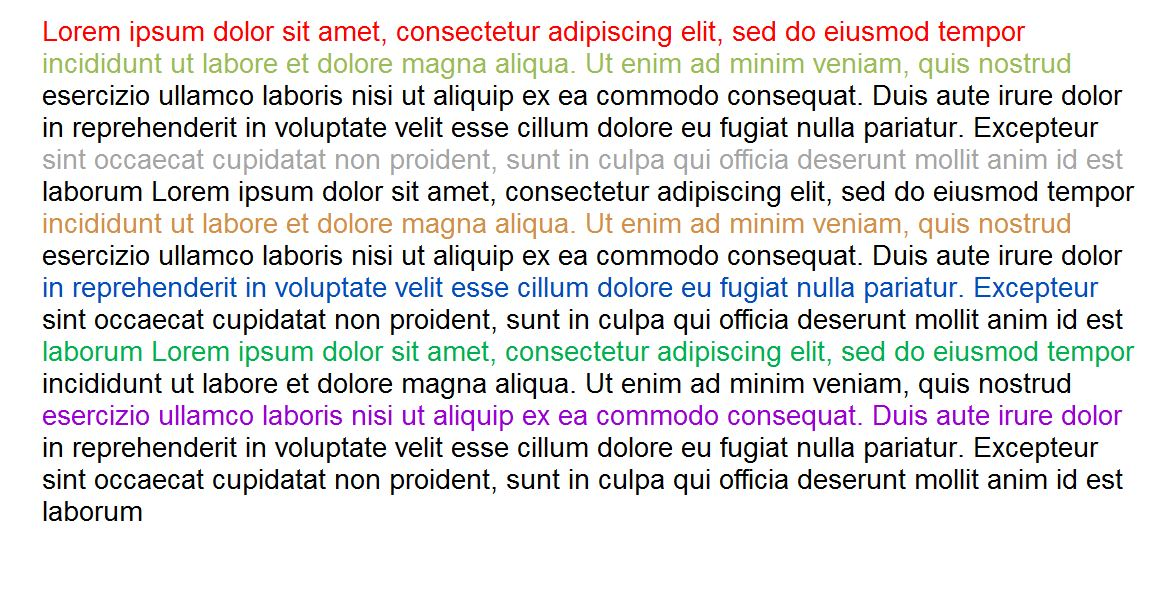
L'usabilità di questo testo è compromessa per i troppi colori presenti
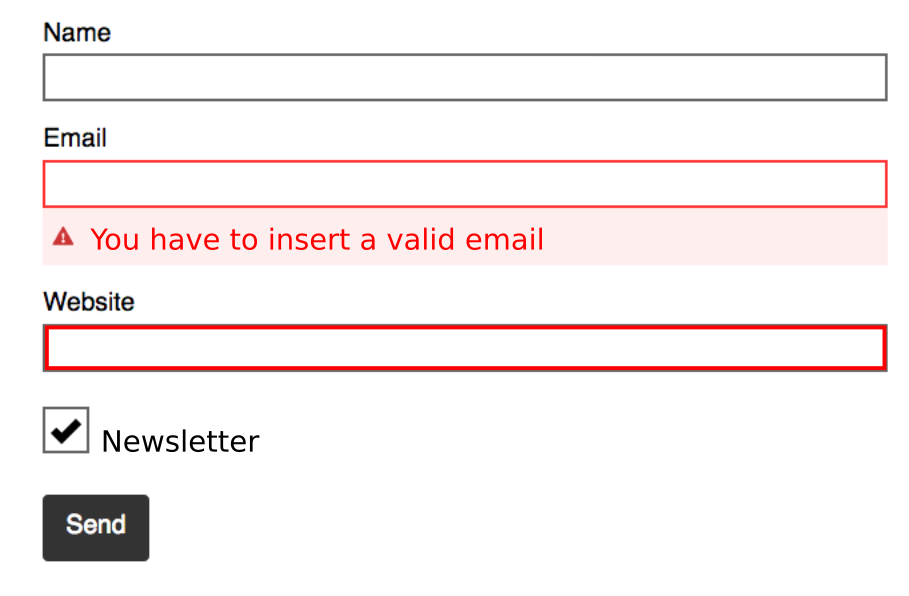
Nel primo modulo del form non viene segnalato alcun errore dell'utente, nel terzo si ma non viene specificato quale. Il secondo è il più accessibile dei tre
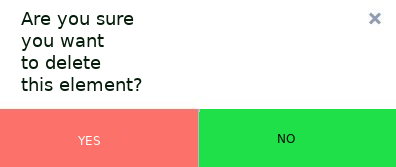
Questo popup ha una cattiva usabilità. La domanda è inutilmente sbandierata a sinistra, le risposte e la X sono troppo piccole e il rosso nell'immaginario collettivo è associato ad una risposta negativa mentre il verde a una positiva